# Johann Rudolph Ahle
Johann Rudolph Ahle (24 décembre 1625 - 9 juillet 1673) est un compositeur allemand, organiste, théoricien et musicien d'église protestant.

## Biographie
Ahle est né à Mühlhausen, en Thuringe. On sait peu de choses du début de sa formation musicale. Il étudie au lycée de Göttingen, puis à l'Université d'Erfurt où il apprend la théologie de 1645 à 1649. En 1646, il devient chantre à l'église St-André d'Erfurt. En 1648, il publie le Compendium tenellis, un traité théorique sur le chant choral qui a été réédité à plusieurs reprises au cours de sa vie, notamment par son fils Johann Georg cinquante ans plus tard (la dernière édition est parue en 1704).
En 1654, Ahle assume le poste d'organiste à l'église de St. Blasen à Mühlhausen. L'année suivante, il épousa Anna Maria Wolfer qui lui donne un fils, Johann Georg Ahle, également compositeur et organiste. Il a été élu conseiller municipal à Mühlhausen dans les années 1650 et a été élu maire, peu avant sa mort, en 1673. Son successeur immédiat à St. Blasen était son fils Johann Georg Ahle (1651-1706) puis Johann Sebastian Bach qui était à Mühlhausen en 1707-08.

## Œuvres
Une grande partie de sa production est constitué de compositions sacrées chorales, de musique instrumentale et de musique d'orgue. Il est surtout connu pour ses motets et ses concertos sacrés (la plupart en allemand, un en latin) figurant dans le Neu-gepflanzte Thüringische Lust-Garten, dans welchem ... Neue Geistliche Musicalische Gewaechse mit 3, 4, 5, 6, 7, 8, 10 und mehr Stimmen auf unterschiedliche Arten mit und ohne Instrument ... versetzet (1657-65). Il est également connu pour des mélodies de chorals, dont trois restent en usage dans les livres de cantiques évangéliques.
Jean-Sébastien Bach, dans le choral final de sa cantate BWV 60 "O Ewigkeit , du Donnerwort", reprend et harmonise une mélodie du Rudolf Ahle.  Alban Berg s'inspire de la même mélodie dans le "finale" de son concerto pour violon (1935).